# Comuna Rosohaci, Horodenka
Rosohaci (în ucraineană Росохач) este o comună în raionul Horodenka, regiunea Ivano-Frankivsk, Ucraina, formată din satele Prîkmîșce și Rosohaci (reședința).

## Demografie
Componența lingvistică a comunei Rosohaci
     Ucraineană (99,72%)
     Alte limbi (0,29%)
Conform recensământului din 2001, majoritatea populației comunei Rosohaci era vorbitoare de ucraineană (99,72%), existând în minoritate și vorbitori de alte limbi.